# Dollar trap
La dollar trap (en français, « piège du dollar ») est une situation problématique dans laquelle la Chine s'est trouvée vis-à-vis des États-Unis à partir des années 2010. Elle dispose de réserves de change considérables, principalement libellées en dollar, ainsi que d'un stock de bons du Trésor américain, par lesquels elle finance le déficit budgétaire du pays. Sa détention de dollars lui permet de jouer sur l'offre et la demande de monnaie pour contrôler le cours du renminbi, mais est en même temps un danger pour elle en cas de dévaluation du dollar.

## Concept
La Chine dispose, depuis les années 2000, d'une balance commerciale fortement excédentaire. Cet excédent est notamment dû à ses échanges avec les États-Unis. Dans une telle situation, la monnaie du pays excédentaire s'apprécie, car les entreprises étrangères, ayant besoin de la monnaie nationale pour payer leurs importations, exercent une pression à la hausse sur la demande de monnaie du pays fournisseur. 
Or, ce phénomène, appelé « maladie hollandaise », grignote la compétitivité du pays en question, dont la monnaie devient coûteuse. Afin de l'éviter, la Chine a accumulé des réserves de dollars et a acheté des titres financiers américains, comme des bons du Trésor, qui financent les déficits du pays. Les échanges massifs de renminbi en dollars permettent de contrôler le cours de la monnaie chinoise en la dévaluant artificiellement. 

## Risques
La situation chinoise vis-à-vis des États-Unis est considérée par les économistes comme étant à double tranchant. La Chine dispose d'un moyen de pression car son épargne finance les déficits américains et la consommation du pays ; aussi, elle peut utiliser ses réserves de dollars pour provoquer des dévaluations ou appréciations de la monnaie. Le corollaire de cette situation est que la Chine est fortement exposée et vulnérable face à des dévaluations du dollar, qui réduisent d'autant la valeur de ses réserves de change, ainsi que la valeur de ses actifs. Il s'agit d'une situation de conflicted virtue. 
Paul Krugman écrit ainsi que « la Chine détient maintenant tant de dollars qu'elle ne peut les revendre sans faire chuter le cours du dollar et causer mécaniquement des pertes de capitaux, dont les dirigeants chinois ont, justement, peur ». Lawrence Summers décrit cette situation comme celle d'un « équilibre de la terreur financier ».
Cet état de fait est comparé par certains économistes au sterling trap, phénomène similaire qui eut lieu durant les années 1920 lorsque la France, forte de ses excédents commerciaux et de ses réserves de change, vit sa banque centrale faire faillite du fait d'une dévaluation brutale du sterling. Les autorités chinoises ont plusieurs fois affirmé avoir conscience du problème.

## Gestion du risque

### Promotion de la situation
Les autorités chinoises n'abordent pas le sujet sous un angle négatif dans les années 2000, préférant souligner le pouvoir que cela leur conférait vis-à-vis des États-Unis. Un haut fonctionnaire chinois annonce ainsi dans une interview en août 2007 que la position de la Chine lui permet de causer à son bon vouloir une « dépréciation massive » du dollar. 

### Internationalisation du renminbi
La prise de conscience progressive de la vulnérabilité de la Chine à la dollar trap a incité les autorités à mettre en place des politiques économiques pour s'extraire du piège. Le pays a mis en place une politique de montée en puissance du renminbi afin de l'internationaliser. Ainsi, la part des exportations chinoises payées en monnaie nationale sont passées de 0 % en 2009 à 25 % en 2017, réduisant mécaniquement les réserves de dollars de la Chine et freinant sa dépendance.

### Développement du renminbi digital
Paola Subacchi (Université de Londres) soutient que la dollar trap est le symptôme de la faiblesse du système financier chinois, dont la monnaie n'est pas assez développée ni assez échangée sur les marchés de change pour être une monnaie stable de référence. À ce titre, le développement par la Chine d'une monnaie virtuelle (le renminbi digital) est un moyen d'extraire la Chine du problème. 

### Accords deswaps
Afin de ne pas revendre massivement des dollars, et ainsi ne pas affaiblir sa position financière libellée en dollar, la Chine a conclu des accords de swaps avec des pays qui désiraient obtenir des dollars, tels que la Malaisie, le Brésil, l'Argentine, le Japon, la Corée du Sud et Hong Kong. 